# .mr
A .mr Mauritánia internetes legfelső szintű tartomány kódja, melyet 1996-ban hoztak létre. Helyi kötődés szükséges, hogy valaki ilyen végződéssel címet regisztrálhasson.